# Bii (chanteur)
Bii, né le 7 juillet 1989 est un chanteur, auteur-compositeur et acteur taïwanais.

## Jeunesse
Bii est né et a grandi en Corée du Sud . Son père est taïwanais et sa mère est coréenne, lors de sa naissance, la loi sud-coréenne relative à la nationalité, ne permettait pas à la femme sud-coréenne qui avait épousé un étranger de transmettre sa nationalité à ses enfants. Bii est donc considéré Chinois d'outre-mer résident en Corée du Sud. Il a également un frère cadet, Pil Seo-yeong. 
Sa vie en Corée du Sud en fut difficile, il ne pouvait prétendre avoir une carte d'identité, ni une assurance maladie, et ses frais de scolarité furent plus onéreux que ceux des coréens. À l'âge de dix-sept ans, il fut remarqué par un chercheur de talent alors qu'il était chanteur principal de son groupe de lycée. . Bii, était alors élève dans le secondaire, mais sa mère rejetait l'idée qu'il devint chanteur

## Nationalité
Bien que sa langue maternelle fut le coréen, Bii partit pour Taiwan, et en a acquis la nationalité en 2011. Il fit une pause dans la chanson, pour effectuer le service militaire obligatoire à Taiwan de novembre 2011 à novembre 2012.

## Carrière

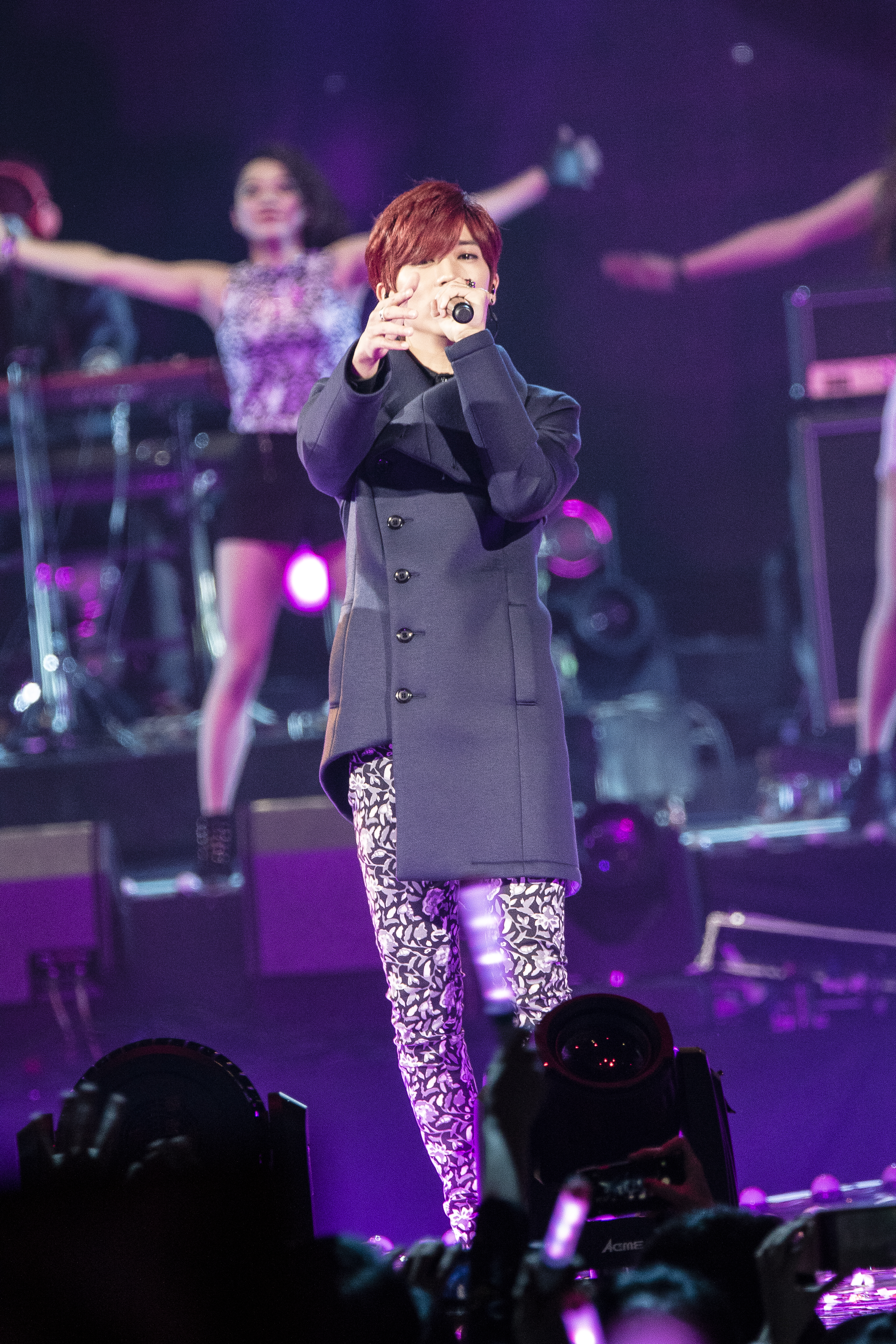
Bii.- 10e panneau KKBOX

Bii a commencé une carrière musicale sous le label d'Eagle Music, en sortant le 9 juillet 2010, son premier album intitulé "Bii", qui signifie "Be-II", pour désigner deux personnages.  L'album contient quatre chansons: une en coréen et trois en mandarin. 
Le 6 octobre 2010, Bii sortit son premier album chanté en coréen et en mandarin, "Bii Story".

## Musique
Chanteur et compositeur, Bii a composé de nombreuses chansons et écrit des textes en coréen et en mandarin pour les séries télévisées . Les chansons qu'il  présenta furent celles de  Zhong Wu Yan (2010), Love Around , Quelqu'un comme vous , Bromance , Prince of Wolf et Better Man à Taiwan.

## Télévision
Bii a fait une apparition dans la série télévisée Love Around (2013) dans le rôle de Peter. Il est apparu dans l'épisode 1 de la série télévisée Someone Like You (2015) en tant que Gu Long, qui a couru contre Fang Zan Cheng joué par Kingone Wang . [7] Il a joué le rôle de Wei Qingyang dans une comédie d'amour, Bromance (2015), avec le Baron Chen, Megan Lai, Sean Lee et Katie Chen. [8]

## "Je suis un chanteur"
En 2019, Bii  a participé au premier tour de la septième saison de Singer (émission de télévision) :" Je suis un chanteur " organisé par Hunan Satellite TV 
| Year | Chaîne de télévision | Titre anglais    | Rôle             |
| ---- | -------------------- | ---------------- | ---------------- |
| 2010 | Taiwan Television    | Zhong Wu Yen     | Street Performer |
| 2013 | Taiwan Television    | Love Around      | Peter            |
| 2015 | Taiwan Television    | Someone Like You | Gu Long          |
| 2015 | Taiwan Television    | Bromance         | Wei Qingyang     |

### Saison 7 (2019)
La saison a débuté le 11 janvier 2019, et se conclut le 12 avril 2019. 
| Nationalité | Artiste              | Occupation                                                                         | Arrivée    | Départ     | Statut     |
| ----------- | -------------------- | ---------------------------------------------------------------------------------- | ---------- | ---------- | ---------- |
| Chine       | Liu Huan             | Chanteur anciennement dans The Voice of China et interprète de l'hymne des JO 2008 | Semaine 1  | Semaine 13 | Vainqueur  |
| Taïwan      | Wu Tsing-Fong        | Vocaliste                                                                          | Semaine 1  | Semaine 13 | Deuxième   |
| Chine       | Super-vocal finalist | Boys band                                                                          | Semaine 5  | Semaine 13 | Troisième  |
| Chine       | Yang Kun             | Chanteur anciennement dans The Voice of China et interprète de l'hymne des JO 2008 | Semaine 1  | Semaine 13 | Quatrième  |
| Taïwan      | Chyi Yu              | Chanteuse                                                                          | Semaine 1  | Semaine 12 | Cinquième  |
| Russie      | Polina Gagarina      | Chanteuse arrivé 2e au concours de l'Eurovision 2015 et ancienne coach de Golos    | Semaine 4  | Semaine 12 | sixième    |
| Chine       | Gong Linna           | Chanteuse                                                                          | Semaine 10 | Semaine 12 | septième   |
| Chine       | Chen Chusheng        | Chanteur ayant remporté Super Boy 2007                                             | Semaine 11 | Semaine 12 | Éliminé    |
| Hong Kong   | Angela Hui           | Chanteuse                                                                          | Semaine 8  | Semaine 9  | Éliminée   |
| Taïwan      | Bii                  | Chanteur, compositeur et acteur                                                    | Semaine 8  | Semaine 8  | Non choisi |
| Taïwan      | Faith Yang           | Musicienne                                                                         | Semaine 7  | Semaine 7  | Éliminée   |
| Bulgarie    | Kristian Kostov      | Chanteur arrivé 2e au concours de l'Eurovision 2017                                | Semaine 1  | Semaine 6  | Éliminé    |
| Chine       | ANU                  | Groupe                                                                             | Semaine 2  | Semaine 5  | Éliminés   |
| Chine       | Jefferson Qian       | Chanteur                                                                           | Semaine 5  | Semaine 5  | Non choisi |
| Chine       | Zhang Xin            | Chanteuse                                                                          | Semaine 1  | Semaine 3  | Éliminée   |
| Chine       | Liu Yuning           | Chanteur membre des Modern Brothers et acteur                                      | Semaine 2  | Semaine 2  | Non choisi |
| Chine       | Escape Plan          | Chanteur de rock                                                                   | Semaine 1  | Semaine 2  | Éliminés   |